# Aulus Postumius Albinus (Kr. e. 151)
Aulus Postumius Albinus (i. e. 2. század) római történetíró, politikus

## Élete
Életéről keveset tudunk. I. e. 151-ben consuli tisztet viselt, s egyike volt annak a 10 követnek, akikre Görögország provinciává való szervezését bízták. Görög nyelven készítette el Róma történetét, s ebben őseinek tetteiről igen magasztalóan emlékezett meg. A munka néhány töredék kivételével elveszett.